# Verlag Hermann Reckendorf
Der Verlag Hermann Reckendorf wurde 1918 in Berlin von dem Buchdrucker, Gebrauchsgraphiker und Verlagsbuchhändler Hermann Reckendorf (1880–1936) gegründet.

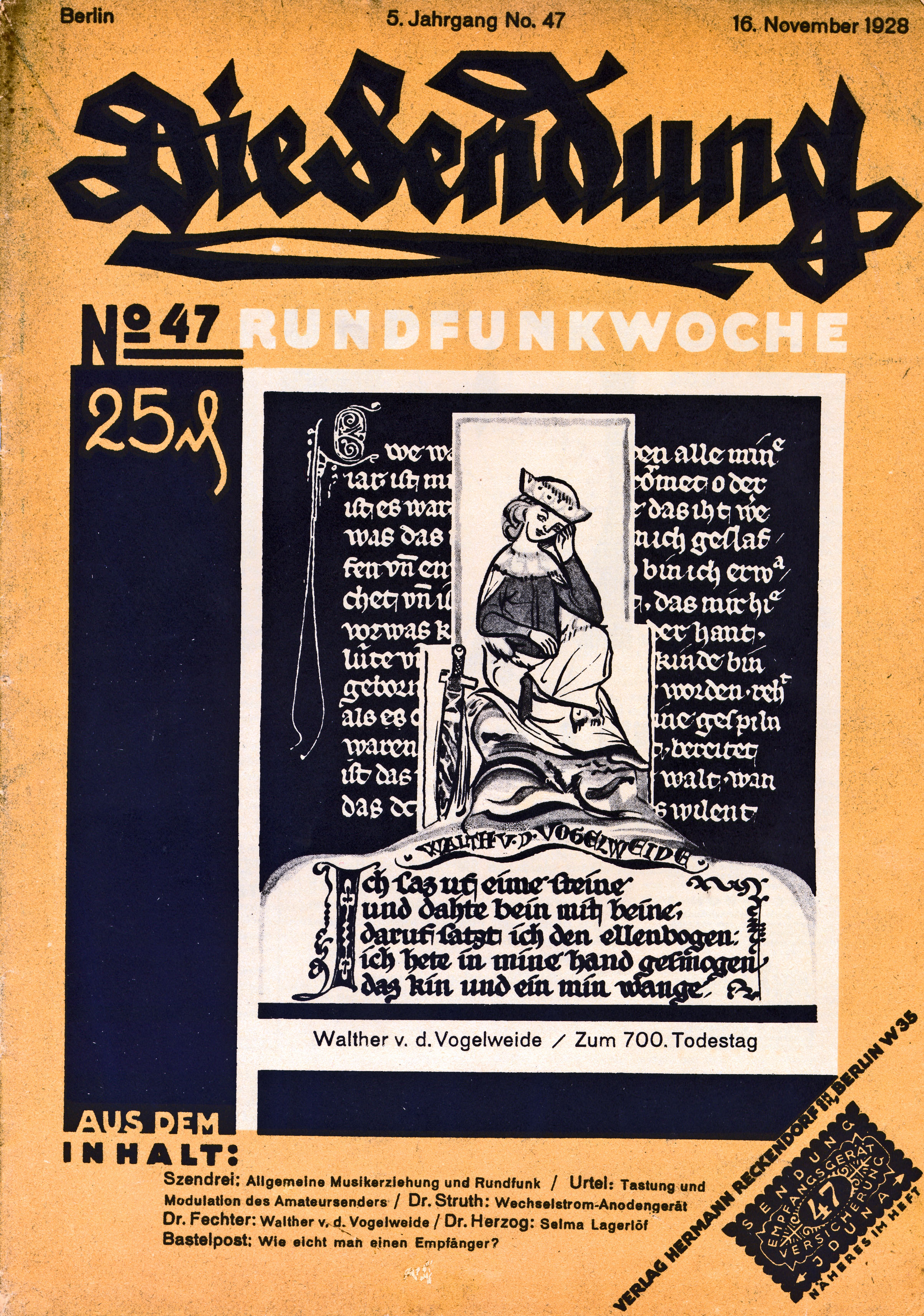
Die Zeitschrift „Die Sendung“ (1928)

Hermann Reckendorf entwickelte seinen Verlag in verhältnismäßig kurzer Zeit zu einem der führenden Verlagsanstalten in Deutschland. Die Gesellschafter-Anteile befanden sich zu 96 Prozent im Familienbesitz. Der Verlag war bekannt, insbesondere wegen seiner ständigen Ausstellungen zur Förderung junger Kunst und künstlerischen Bestrebungen (Kunstblatt-Ausstellung junger Künstler), vor allem seit ab 1927 Paul Westheims Kunstblatt hier erschien. Sitz des Unternehmens war das vierstöckige Reckendorf-Haus in der Hedemannstraße 24 in Berlin-Kreuzberg, dass schon 1912/13 als Kontorhaus erbaut worden war. Mitglieder des Deutschen Werkbunds, wie die Architekten Ludwig Hilberseimer, Prof. Lucian Bernhard und Fritz Schopohl waren maßgeblich an der Gestaltung der Innenräume des Verlagshauses beteiligt.
Der Verlag beschäftigte etwa 100 Angestellte, für die Hermann Reckendorf im vierten Stock des Hauses eine Küche und ein Kasino einbauen ließ. Dort lagen auch die Laboratoriumsräume der Funkzeitschriften und die zentrale Rundfunkanlage sowie die Räume der Geschäftsstelle des Deutschen Werkbunds.
1916 wurde Reckendorf zur Leitung der Kriegspropaganda berufen, die er erfolgreich durchführen konnte. Später leitete er die Propaganda für das Frauenwahlrecht. Er war an der Gründung der Reichszentrale für den Heimatdienst beteiligt und organisierte die Grenzspende und Kriegsgefangenenfürsorge.
An der Deutschen Gewerbeschau im Jahre 1922 in München und an der Leipziger Messe in den Jahren von 1920 bis 1922 hatte er maßgeblichen Anteil.
Die Technische Hochschule Stuttgart ernannte Hermann Reckendorf auf Grund seiner Pionierleistungen auf dem Gebiet der Rundfunktechnik in den 1920er Jahren zum Ehrendoktor.
Am 1. Mai 1930 bezog die Gauleitung Berlin der NSDAP das Gebäude Hedemannstraße Nr. 10. In der Hedemannstraße Nr. 31 wurde außerdem vom April an für fast ein Jahr die Gruppenführung der SA-Gruppe Berlin-Brandenburg einquartiert. Für den fortschrittlichen Verlag mit einem Programm wie Hermann Reckendorf – Veröffentlichungen zu zeitgenössischen Kunst- und Designfragen und die Herausgabe von Rundfunkzeitschriften sowie Büchern und Broschüren zu Rundfunk-, Film- und Fotografiethemen – bedeutete diese ihm feindlich gesinnten Nachbarn und der Beginn der NS-Diktatur den Anfang vom Ende. Mit der Juli-Nummer 1934 stellte die Zeitschrift „Die Form“ ihr Erscheinen und der Verlag die Produktion ein. Die jetzt nationalsozialistisch eingestellte Leitung des Deutschen Werkbunds ließ sich willig in die Reichskammer für bildende Künste eingliedern.
Als Jude wurde Reckendorf schon 1933 von den Nazis enteignet und sein Reckendorf-Verlag „arisiert“. Das Haus wurde ab 1934 Sitz der nationalsozialistischen Deutschen Arbeitsfront (DAF).
Der Name von Hermann Reckendorf erscheint noch bis 1937 im Berliner Adressbuch unter der Adresse: „Reckendorf, Hermann, Dr.-Ing., Verlagsbuchhdl., Steglitz, Wuthenowerstr. 8 a.“ Unter der gleichen Adresse firmierte bis 1937 die Reckendorf & Co. Verlagsbuchhandlung. Von 1938 bis 1940 ist Reckendorfs Ehefrau Charlotte, geb. Auen wie folgt im Berliner Adressbuch verzeichnet: Reckendorf, Charlotte, Wtw., Wilmersdorf, Schlangenbader Str. 80 T.
Es existieren unterschiedliche Versionen über Hermann Reckendorfs weiteren Lebensverlauf: einerseits wurde behauptet, Hermann Reckendorf sei mit seiner Familie ins Exil nach Italien gegangen, in anderer Quelle wurde sein Freitod im Jahr 1933 kolportiert; wie Roland Jaeger (siehe Quellen) ermittelte, war er jedoch weiterhin in Berlin-Steglitz wohnhaft, wo er – möglicherweise durch Suizid – erst 56-jährig am 23. Dezember 1936 starb.

## Zeitschriften des Verlags (ausgehend von Angaben des Erstellers des Artikels)
- „Die Sendung“, Monatsschr. f. Kunst, Kultur, Wirtschaft u. Technik im Rundfunk. Hrsg.: u. a. Georg Graf von Arco, nur 1924 erschienen
- „Die Sendung – Rundfunkwoche“, April 1924 bis ca. 1941 (ab ca. 1933 nicht mehr bei Reckendorfs Verlag). IDN 012847291
- „Deutsche Welle“, offizielles Organ d. Rundfunk-Gesellschaft Deutsche Welle Berlin, erschienen 1928 bis Mai 1932
- „Die Form“, Zeitschrift für gestaltende Arbeit für den Deutschen Werkbund u. d. Verband Deutscher Kunstgewerbevereine, 1925–35, 1923–1924 nicht ersch., wechselnde Verlage
- „Das Kunstblatt“ (Hg. von Paul Westheim), 1927–1933 (zuvor andere Verlage), dann Erscheinen eingestellt
- „Fernsehen“ (Mitarbeiter: Manfred von Ardenne), bibliographisch nicht nachweisbar